# Noriaki Jokosuka
Noriaki Jokosuka (26. listopadu 1937 – 14. ledna 2003) byl japonský fotograf.

## Životopis
Narodil se 26. listopadu 1937 v Jokohamě v prefektuře Kanagawa. Absolvoval Nihon University College of Art, obor fotografie. Ještě jako student univerzity začal pracovat pro interní časopis Šiseido.
V roce 1983 se stal prvním japonským fotografem na volné noze pro italský, německý a francouzský Vogue. Fotografoval plakáty Šiseido pro osobnosti jako byli například Minari Maeda, Sajoko Jamaguči, Rie Mijazawa a další.
Zemřel 14. ledna 2003), bylo mu 65 let.

## Získaná ocenění
- V roce 1963 vyhrál 7. cenu Japan Photo Critics Association Newcomer's Award a Photographic Society of Japan Newcomer's Award.
- 1964, Tokio ADC Gold Prize - za sérii designérských aktivit Šiseido.
- 1982, 13. Kódanša Publishing Culture Award - "Sajoko Jamaguči" a další série módních fotografií
- 1989, 14. cena Nobua Iny.

## Fotografické cykly
- "Ša" 1972, Chuokoronša
- "The Good = Bad Girl" leden 1982, Kodanša
- "Sadžoko" 23. září 1984, Bunka Publishing Bureau
- " Osamělý vlk s malýma rukama - Masakazu Tamura Photo Collection" prosinec 1992, Šueiša
- " Takuja Kimura " prosinec 1996, Kawašima International
- " Erika Oda " březen 1999, Šinchoša